# ريا سيهورن
ريا سيهورن (بالإنجليزية: Rhea Seehorn)‏ هي ممثلة أمريكية، ولدت في 12 مايو 1972 في الولايات المتحدة.

## أعمال

### مسلسلات
- من الأفضل الاتصال بسول

## وصلات خارجية
- ريا سيهورن على موقع IMDb (الإنجليزية)
- ريا سيهورن على موقع روتن توميتوز (الإنجليزية)
- ريا سيهورن على موقع ألو سيني (الفرنسية)
- ريا سيهورن على موقع أول موفي (الإنجليزية)
- ريا سيهورن على موقع قاعدة بيانات برودواي على الإنترنت (الإنجليزية)
- ريا سيهورن على موقع قاعدة بيانات الفيلم (الإنجليزية)